# 日本学生陸上競技連合
公益社団法人日本学生陸上競技連合（にほんがくせいりくじょうきょうぎれんごう、英: The Inter-University Athletic Union of Japan、略: IUAUJ）は、日本の学生陸上競技を統括する公益法人。日本陸上競技連盟（JAAF）の協力団体であるが、大学スポーツ協会には加盟していない。連合歌は『われら陸上の花』（勝承夫作詞、飯田三郎作曲）であり、本連合主催大会の式典で演奏される。

## 主催する大会
- 天皇賜盃日本学生陸上競技対校選手権大会
- 秩父宮賜杯実業団・学生対抗陸上競技大会
- 秩父宮賜杯全日本大学駅伝対校選手権大会
- 出雲全日本大学選抜駅伝競走
- 全日本大学女子駅伝対校選手権大会
- 全日本大学女子選抜駅伝競走大会
- 日本学生ハーフマラソン選手権大会 (香川丸亀国際ハーフマラソンで併催)
- 日本学生女子ハーフマラソン選手権大会 (まつえレディースハーフマラソンで併催)
- 日本学生20km競歩選手権大会（全日本競歩能美大会併催）
- 日本学生陸上競技個人選手権大会
- 北日本学生陸上競技対校選手権大会（北海道・東北・北信越連盟共催）
- 西日本学生陸上競技対校選手権大会（東海・関西・中国四国・九州連盟共催）

## 下部組織
- 北海道学生陸上競技連盟
- 東北学生陸上競技連盟
- 関東学生陸上競技連盟
- 北信越学生陸上競技連盟
- 東海学生陸上競技連盟
- 関西学生陸上競技連盟
- 中国四国学生陸上競技連盟
- 九州学生陸上競技連盟

## 日本学生記録
2025年5月5日時点での記録。

### 男子
| 種目                | 記録     | 選手                                          | 所属                                          | 競技会名                       | 場所                       | 年月日        |
| ------------------- | -------- | --------------------------------------------- | --------------------------------------------- | ------------------------------ | -------------------------- | ------------- |
| 100m                | 9.98     | 桐生祥秀                                      | 東洋大学                                      | 日本インカレ                   | 福井運動公園               | 2017/09/09    |
| 200m                | 20.21    | 飯塚翔太                                      | 中央大学                                      | 静岡国際陸上競技大会           | エコパスタジアム           | 2013/05/03    |
| 400m                | 45.03    | 山村貴彦                                      | 日本大学                                      | スーパー陸上                   | 日産スタジアム             | 2000/09/09    |
| 800m                | 1:45.16  | 落合晃                                        | 駒澤大学                                      | 静岡国際陸上競技大会           | エコパスタジアム           | 2025/05/03    |
| 1500m               | 3:35.69  | エノック・オムワンバ                          | 山梨学院大学                                  | 関東インカレ                   | 日産スタジアム             | 2015/05/15    |
| 5000m               | 13:00.17 | リチャード・エティーリ                        | 東京国際大学                                  | ゴールデンゲームズinのべおか   | 延岡市陸上競技場           | 2023/05/04    |
| 10000m              | 27:06.88 | リチャード・エティーリ                        | 東京国際大学                                  | 日体大長距離記録会             | 日本体育大学               | 2023/04/22    |
| 20kmロード          | 56:27    | 篠原倖太朗                                    | 駒澤大学                                      | 香川丸亀国際ハーフマラソン     | 丸亀市                     | 2025/02/02    |
| ハーフマラソン      | 59:30    | 篠原倖太朗                                    | 駒澤大学                                      | 香川丸亀国際ハーフマラソン     | 丸亀市                     | 2025/02/02    |
|                     | 59:30    | リチャード・エティーリ                        | 東京国際大学                                  | ベルリンハーフマラソン         | ベルリン                   | 2025/04/06    |
| 30kmロード          | 1:28:52  | 服部勇馬                                      | 東洋大学                                      | 熊日30キロロードレース         | 熊本市                     | 2014/02/16    |
| マラソン            | 2:06:05  | 黒田朝日                                      | 青山学院大学                                  | 大阪マラソン                   | 大阪市                     | 2025/02/24    |
| 10kmW               | 38:27    | 川野将虎                                      | 東洋大学                                      | 日本学生20km競歩               | 能美市                     | 2019/03/17    |
|                     | 38:27    | 池田向希                                      | 東洋大学                                      | 日本学生20km競歩               | 能美市                     | 2019/03/17    |
| 20kmW               | 1;17:24  | 川野将虎                                      | 東洋大学                                      | 日本学生20km競歩               | 能美市                     | 2019/03/17    |
| 35kmW               | 2:31:26  | 逢坂草太朗                                    | 東洋大学                                      | 全日本35km競歩                 | 高畠町                     | 2024/10/27    |
| 50kmW               | 3:36:45  | 川野将虎                                      | 東洋大学                                      | 全日本35km競歩                 | 高畠町                     | 2019/10/27    |
| 110mH               | 13.04    | 村竹ラシッド                                  | 順天堂大学                                    | 日本インカレ                   | 熊谷陸上競技場             | 2023/09/16    |
| 400mH               | 47.89    | 為末大                                        | 法政大学                                      | 世界陸上競技選手権大会         | エドモントン               | 2001/08/10    |
| 3000mSC             | 8:09.91  | 三浦龍司                                      | 順天堂大学                                    | ワンダ・ダイヤモンドリーグ     | パリ                       | 2023/06/09    |
| 10000mW             | 37:25.90 | 池田向希                                      | 東洋大学                                      | 順天堂大学長距離競技会         | 順天堂大学                 | 2020/11/14    |
| 4×100m              | 38.45    | 大竹春樹 千田杜真寿 関口裕太 井上直紀         | 早稲田大学                                    | 日本インカレ                   | 等々力陸上競技場           | 2024/09/21    |
| 4×100m 混合         | 38.44    | 山縣亮太 飯塚翔太 ケンブリッジ飛鳥 大瀬戸一馬 | 慶應義塾大学 中央大学 日本大学 法政大学       | 東アジア競技大会               | 天津市                     | 2013/10/09    |
| 4×200m              | 1:21.24  | 関口裕太 髙須楓翔 島田開伸 千田杜真寿         | 早稲田大学                                    | 早慶対抗陸上競技会             | 慶應義塾大学               | 2024/07/06    |
| メドレーリレー 混合 | 1:50.12  | 鳥居未生 面高潤也 中原丈晴 向井裕紀弘         | 鹿屋体育大学 関西学院大学 龍谷大学 日本大学   | 実業団・学生対抗陸上競技大会   | 城山陸上競技場             | 2002/06/23    |
|                     | 1:50.12  | 川面聡大 安孫子充裕 浦野晃弘 廣瀬英行         | 中央大学 筑波大学 早稲田大学 慶應義塾大学     | 実業団・学生対抗陸上競技大会   | 城山陸上競技場             | 2010/10/16    |
| 4×400m              | 3:03.71  | 小林稔 向井裕紀弘 中川亘 山村貴彦             | 日本大学                                      | 関東インカレ                   | 日産スタジアム             | 2000/05/21    |
| 4×400m 混合         | 3:03.20  | 太田和憲 堀籠佳宏 山口有希 成迫健児           | 東海大学 日本体育大学 東海大学 筑波大学       | ユニバーシアード               | イズミル                   | 2005/08/20    |
| 4×800m              | 7:26.41  | 藤原悠帆 富岡紋人 高梨有仁 松本駿             | 関西大学                                      | 関西私立四大学対校陸上競技大会 | 立命館大学                 | 2022/10/23    |
| 4×800m 混合         | 7:24.75  | 後藤良徳 佐藤広樹 斎藤皓亮 東原壮助           | 大阪教育大学 福島大学 明治大学 慶應義塾大学   | 実業団・学生対抗陸上競技大会   | 平塚競技場                 | 2003/10/19    |
| 4×1500m             | 15:25.98 | 北村光 桝本匡哉 石塚陽士 菖蒲敦司             | 早稲田大学                                    | 早稲田大学競技会               | 早稲田大学                 | 2021/06/30    |
| 4×1500m 混合        | 15:19.33 | 坂下智一 水内賢司 三宅浩之 蔭谷将良           | 京都産業大学 順天堂大学 京都産業大学 日本大学 | 実業団・学生対抗陸上競技大会   | 城山陸上競技場             | 2002/06/23    |
| 走高跳              | 2m32     | 君野貴弘                                      | 順天堂大学                                    | スーパー陸上                   | 博多の森                   | 1993/09/18    |
| 棒高跳              | 5m75     | 山本聖途                                      | 中京大学                                      | 日本学生個人選手権             | 平塚競技場                 | 2013/06/23    |
| 走幅跳              | 8m32     | 橋岡優輝                                      | 日本大学                                      | Athlete Night Games in FUKUI   | 福井運動公園陸上競技場     | 2019/08/17    |
| 三段跳              | 17m00    | 伊藤陸                                        | 近大工専                                      | 日本学生陸上対校選手権         | 熊谷陸上競技場             | 2019/09/19    |
| 砲丸投              | 18m64    | 山田壮太郎                                    | 法政大学                                      | 国民スポーツ大会               | 新潟スタジアム             | 2009/10/05    |
| 円盤投              | 60m69    | 幸長慎一                                      | 四国大学                                      | 徳島県チャレンジ記録会         | 徳島県鳴門総合運動公園     | 2021/05/29    |
| ハンマー投          | 73m82    | 室伏広治                                      | 中京大学                                      | 西日本学生陸上競技対校選手権   | 西京極総合運動公園         | 1996/10/06    |
| やり投              | 84m28    | ディーン元気                                  | 早稲田大学                                    | 織田記念陸上競技大会           | 広島広域公園陸上競技場     | 2012/04/29    |
| 十種競技            | 7930点   | 右代啓祐                                      | 国士舘大学                                    | 日本選抜陸上和歌山大会         | 紀三井寺運動公園陸上競技場 | 2010/04/24-25 |

### 女子
| 種目                | 記録     | 選手                                            | 所属                                        | 競技会名                           | 場所                       | 年月日        |
| ------------------- | -------- | ----------------------------------------------- | ------------------------------------------- | ---------------------------------- | -------------------------- | ------------- |
| 100m                | 11.32    | 髙橋萌木子                                      | 平成国際大学                                | スプリント挑戦記録会               | 布勢スプリント             | 2009/06/07    |
| 200m                | 23.15    | 髙橋萌木子                                      | 平成国際大学                                | 静岡国際陸上競技大会               | エコパスタジアム           | 2009/05/03    |
| 400m                | 51.71    | フロレス・アリエ                                | 日本体育大学                                | 静岡国際陸上競技大会               | エコパスタジアム           | 2025/05/03    |
| 800m                | 2:00.92  | 北村夢                                          | 日本体育大学                                | 日本インカレ                       | 福井運動公園               | 2017/09/10    |
| 1500m               | 4:12.72  | 道下美槻                                        | 立教大学                                    | ホクレンDC 千歳大会                | 青葉陸上競技場             | 2021/07/17    |
| 3000m               | 8:52.19  | 山本有真                                        | 名城大学                                    | ホクレンDC 北見大会                | 東陵公園                   | 2022/07/09    |
| 5000m               | 15:00.68 | サラ・ワンジル                                  | 大東文化大学                                | 日体大長距離記録会                 | 日本体育大学               | 2024/12/01    |
| 10000m              | 30:45.21 | 不破聖衣来                                      | 拓殖大学                                    | 関西実業団ディスタンストライアル   | たけびしスタジアム京都     | 2021/12/11    |
| ハーフマラソン      | 1:09:29  | 藤永佳子                                        | 筑波大学                                    | 神戸全日本女子ハーフマラソン       | 神戸市                     | 2001/12/16    |
| マラソン            | 2:26:46  | 前田彩里                                        | 佛教大学                                    | 大阪国際女子マラソン               | 大阪市                     | 2014/01/26    |
| 10kmW               | 48:58    | 柳井綾音                                        | 立命館大学                                  | 元旦競歩                           | 明治神宮外苑               | 2024/01/01    |
| 20kmW               | 1:28:03  | 渕瀬真寿美                                      | 龍谷大学                                    | 日本選手権競歩                     | 神戸市                     | 2009/01/25    |
| 100mH               | 13.04    | 島野真生                                        | 日本女子体育大学                            | 織田記念陸上競技大会               | 広島広域公園陸上競技場     | 2025/04/29    |
| 400mH               | 55.94    | 青木沙弥佳                                      | 福島大学                                    | 国民体育大会                       | 九州石油ドーム             | 2008/10/04    |
| 3000mSC             | 9:39.86  | 吉村玲美                                        | 大東文化大学                                | 日本陸上競技選手権大会             | ヤンマースタジアム長居     | 2022/06/11    |
| 10000mW             | 43:49.85 | 柳井綾音                                        | 立命館大学                                  | ホクレンDC 北見大会                | 東陵公園                   | 2024/07/06    |
| 4×100m              | 44.51    | 伊藤彩香 兒玉芽生 渡邊輝 城戸優来               | 福岡大学                                    | 日本インカレ                       | 熊谷スポーツ文化公園       | 2021/09/18    |
|                     | 44.51    | 千葉安珠 藏重みう 奥野由萌 税田ジェニファー璃美 | 甲南大学                                    | 関西学生陸上競技対校選手権大会     | ヤンマースタジアム長居     | 2025/05/04    |
| 4×100m 混合         | 44.28    | 青山華依 兒玉芽生 齋藤愛美 石川優               | 甲南大学 福岡大学 大阪成蹊大学 青山学院大学 | 大阪陸上競技選手権大会             | ヤンマースタジアム長居     | 2021/07/17    |
| 4×200m              | 1:35.42  | 奥野由萌 岡根和奏 藏重みう 青山華依             | 甲南大学                                    | 日本記録挑戦会                     | 住友総合グランド           | 2024/10/27    |
| メドレーリレー      | 2:08.70  | 長島夏子 栗本佳世子 久保倉里美 丹野麻美         | 福島大学                                    | レディース陸上競技大会             | 熊本総合陸上競技場         | 2004/11/07    |
| メドレーリレー 混合 | 2:06.51  | 栗本佳世子 成瀬美紀 青木沙弥佳 丹野麻美         | 福島大学 日本女子体育大学 福島大学          | 実業団・学生対抗陸上競技大会       | 城山陸上競技場             | 2006/10/22    |
| 4×400m              | 3:34.70  | 渡辺なつみ 丹野麻美 青木沙弥佳 金田一菜可       | 福島大学                                    | 日本陸上競技選手権リレー競技大会   | 日産スタジアム             | 2007/10/28    |
| 4×800m 混合         | 8:43.48  | 宮崎千聖 遠藤瑠美子 澤田佳恵 西村美樹           | 筑波大学 中央大学 立命館大学 東京学芸大学   | 実業団・学生対抗陸上競技大会       | 平塚競技場                 | 2003/10/19    |
| 走高跳              | 1m95     | 佐藤恵                                          | 福岡大学                                    | 九州学生陸上競技対校選手権大会     | 平和台陸上競技場           | 1987/05/17    |
| 棒高跳              | 4m30     | 諸田実咲                                        | 中央大学                                    | 群馬県室内棒高跳記録会             | ベルアスレチックスジャパン | 2020/08/23    |
| 走幅跳              | 6m78     | 池田久美子                                      | 福島大学                                    | 日本陸上競技選手権大会             | 国立競技場                 | 2001/06/10    |
| 三段跳              | 13m81    | 船田茜理                                        | 武庫川女子大学                              | トワイライト・ゲームス             | 慶應義塾大学               | 2022/08/07    |
| 砲丸投              | 17m39    | 森千夏                                          | 国士舘大学                                  | 浜松中日カーニバル招待陸上競技大会 | 四ツ池公園陸上競技場       | 2002/11/03    |
| 円盤投              | 59m03    | 郡菜々佳                                        | 九州共立大学                                | 九州共立大競技会                   | 九州共立大学               | 2019/03/23    |
| ハンマー投          | 66m82    | 村上来花                                        | 九州共立大学                                | Athlete Night Games in FUKUI       | 福井運動公園陸上競技場     | 2024/08/30    |
| やり投              | 66m00    | 北口榛花                                        | 日本大学                                    | 北九州陸上カーニバル               | 北九州市立本城陸上競技場   | 2019/10/27    |
| 七種競技            | 5907点   | ヘンプヒル恵                                    | 中央大学                                    | 日本陸上競技選手権大会混成競技     | 長野市営陸上競技場         | 2017/06/10-11 |